# Grani (decurió)
Grani (en llatí Granius) va ser un militar romà del segle i aC. Formava part de la gens Grània, una gens romana d'origen plebeu.
Era decurió a Puteoli l'any 78 aC. Des del 83 aC s'havia establert una taxa per als italians destinada a la restauració del Capitoli (cremat durant la guerra civil entre Gai Mari i Sul·la). Aquell any 78 aC Grani, esperant la imminent mort de Sul·la, es va quedar amb la recaptació. Luci Corneli Sul·la, que tenia molt d'interès a veure el seu nom inscrit a la dedicatòria del Capitoli, el va cridar a casa seva, i va fer que l'estrangulessin al seu davant.